# Midnight wire
Midnight wire is het zesde muziekalbum van Curved Air.
Nadat de kleine reünie, die had geleid tot Curved Air live was afgelopen, verdwenen Francis Monkman en Florian Pilkington-Miksa weer van het toneel. Zij werden opgevolgd door Stewart Copeland (destijds vriendje van Kristina) en Mick Jacques. Vlak voordat de opnamen van Midnight wire begonnen stapte Phil Kohn uit de band en die werd alleen voor dit album en slechts één optreden vervangen van de uit Caravan afkomstige John Perry. Perry werd voor de rest van de toer opgwevolgd door de uit Greenslade afkomstige Tony Reeves.
Al die personeelswisselingen kwamen de muziek uiteindelijk niet ten goede vonden de critici en het album verkocht maar matig; het haalde de Britse albumlijsten niet. Voor fans van The Police zijn op dit album al enige “Police-roffeltjes” te horen, waarmee Copeland later bekend zou worden.
Het album is opgenomen in de Ramport Studio te Londen en kwam tot stand ondanks behoorlijke meningsverschillen tussen het producersteam en de band.

## Musici
- Sonja Kristina – zang
- Darryl Way – elektrische viool
- Mick Jacques – gitaar
- Stewart Copeland – slagwerk

Met
- John C. Perry – basgitaar
- Peter Wood – toetsinstrumenten
- Derek Damian – achtergrondzang in The fool

## Muziek
In tegenstelling tot de muziek op eerdere album, leverde een vriendin van Kristina alle teksten voor dit album. Norma Tager, die ook de podiumkleding van Kristina ontwierp, droeg zo haar steentje bij.
| Nr. | Titel                                        | Duur  |
| --- | -------------------------------------------- | ----- |
| 1.  | Woman on a one night stand (Kristina, Tager) | 5:06  |
| 2.  | Day breaks my heart (Way, Tager)             | 4:.38 |
| 3.  | The fool (Way, Jacques, Tager)               | 4:27  |
| 4.  | Pipe of dreams (Jacques)                     | 3:58  |

| Nr. | Titel                               | Duur |
| --- | ----------------------------------- | ---- |
| 1.  | Orange Street blues (Way, Tager)    | 5:01 |
| 2.  | Dance of love (Way, Jacques, Tager) | 4:36 |
| 3.  | Midnight wire (Way, Tager)          | 7:32 |